# Víctor Peralta
Víctor Peralta (n. 6 martie 1908, Buenos Aires, Argentina – d. 25 decembrie 1995) a fost un boxer ce a reprezentat Argentina, medaliat olimpic. A participat la o ediție a Jocurilor Olimpice (1928) în care a câștigat o medalie de argint.

## Participări
Lista de mai jos prezintă principalele competiții la care a participat Víctor Peralta de-a lungul carierei.
- boxing at the 1928 Summer Olympics – featherweight[*]